# 신라의 조각
신라의 조각은 크게 삼국 시대의 조각과 남북국 시대의 조각으로 나눌 수 있다.

## 삼국 시대 신라의 조각
삼국 시대 신라의 조각이 언제 어떠한 형태에서 시작되었는지는 분명하지 않다. 간혹 경주 부근의 고분에서 출토되는 기마인물형(騎馬人物形) 토기나 주형(舟形) 토기를 비롯한 각종 상형 토기 혹은 토우(土偶)에서 조각적인 일면을 볼 수 있으나, 이들은 조각이라기보다 공예적인 성격이 강하므로 일반적으로 조각에서는 제외되고 있다. 그렇다면 신라의 조각을 불교 전래 이후 불상이 조성되면서부터 시작되었다고 보아야 하겠다. 법흥왕대에 불교가 공인된 후(528년) 계속 사찰을 창건하는 기록이 있으니 불상의 조각 또한 이에 따랐을 것이다. 그리고 삼국 시대 신라기의 불상으로 현존하는 예는 매우 드물고 때로는 제작 연대에 관하여 혹은 고신라기로 혹은 통일신라기로 견해의 차이를 보이는 수도 없지 않다. 삼국 시대 신라의 불상 조각이 다분히 중국의 양식을 따르고 있는 것은 외래종교인 불교 수용 이후 조상에 있어 독자적인 해석에 의한 제작에까지 이르기에는 시간적 여유가 없었음에 기인하며, 신라보다 앞서 불교를 받아들인 백제의 조상양식과도 밀접한 관련이 있다. 한편 기록에 의하면 몇몇 중요한 작례를 남기고 있으니 먼저 기록에 나타난 불상 조각은 다음과 같다.

### 기록에 나타난 불상 조각

#### 황룡사 장륙상
황룡사 장륙상(黃龍寺 丈六像)의  규모는 《삼국유사》 3권에 무게가 3만5천근이며 금 1만198푼으로 본존상을, 철 1만2천근, 금 1만138푼으로 양 협시 보살을 구성하였다고 하며 《삼국사기》 진흥왕 35년조에도 같은 기록이 있다. 황룡사 금당지에 있는 큰 돌 3개는 곧 장륙 3존상의 대좌로 추정된다. 이 대좌를 보면 유례없이 거대한 입상(立像)이 있었음을 추측할 수 있다. 

#### 문경 대승사 사불산 사면불
《삼국유사》 3권 〈사불산조〉에 다음과 같은 기록이 있다. “진평왕 9년 갑신에 모양이 4면이며, 그 면마다 여래를 조각하고 모두 붉은 비단으로 싼 큰 돌 하나가 홀연히 하늘에서 이 산 위에 떨어지니 왕이 이를 듣고 그곳까지 거동하여 우러러 공경하고, 드디어 바위 옆에 절을 짓고 대승사라 하였다.” 대승사 후면 산정에는 일대 암반이 있고 그 중앙에 방형대석(方形大石)이 있어 사면에 불상이 조각되었으나 지금은 마멸이 심하여 조각의 세부를 보기 힘들다. 과연 이 사면불이 진평왕 9년의 소작인지는 확언하기 어려우나 고기록에서 볼 수 있는 유적이라고 하겠다.

#### 영흥사 소상(永興寺 塑像)
《삼국유사》 3권의 〈원종흥법조〉(原宗興法條)에 “국사에 말하기를 건복 31년 영흥사소상이 스스로 무너지더니 얼마 안 되어 진흥왕비 비구니가 돌아갔다(國史云 建福三十一年 永興寺塑像自壞未幾 眞興王妃比丘尼卒)”라 하여 영흥사에 소상이 있었음을 알리고 있다. 이 소상의 규모나 양식에 관하여는 더 이상 기록이 없으나 조성 연대에 관하여는 법흥왕을 가리켜 “절을 짓고 불상을 만든 주인(創寺立像之主)”이라 하여 고신라의 기록에서 찾을 수 있는 가장 오래된 조상 기록이라고 하겠다.

#### 흥륜사 미륵상(興輪寺 彌勒像)
《삼국유사》 3권 〈생의사석미륵조〉(生義寺石彌勒條)에 “진지왕 때가 되었을 때 흥륜사의 중 진자가 매양 법당 미륵상 앞에 나아가 발원하기를” 하는 기록이 있어 규모·양식·재료 등이 불명이기는 하나 일찍이 흥륜사에 미륵상이 있었음을 알 수 있다.

#### 생의사 석조미륵상(生義寺 石造彌勒像)
《삼국유사》 3권 〈생의사석미륵조〉에 다음과 같은 기록이 있다. “선덕왕 때 중 생의가 항상 도중사에 머물러 있었는데, 하루는 꿈에 한 중이 남산으로 인도하여, 한 곳에 풀로 표를 하게 한 다음, 산 남쪽 동리에 이르러 말하기를 ‘내가 이곳에 묻혀 있으니 청컨대 나를 산 위에 옮겨 주시오’ 하였다. 꿈을 깨자 친구와 표한 곳을 확인하고 동리에 이르러 땅을 파보니 돌미륵이 있어 산 위에 안치하였다. 때는 선덕왕 12년 갑진이고 절을 짓고 사니 후에 생의사라 하였다”

#### 김양도의 미륵삼존(彌勒三尊)
《삼국유사》 3권 〈밀본최사조〉에 다음과 같은 기록이 있다. “양도는 이로 인해 불교를 독실히 믿어 일생동안 게을리하지 않았다. 흥륜사 법당에 미륵상과 좌우보살을 소성하고 법당을 금칠로 채웠다” 이 기록은 선덕왕시의 승상 김양도에 관한 신주설화 끝에 있는 말이다. 즉 김양도가 흥륜사의 미륵삼존을 소성하였음을 알 수 있으나 이 또한 지금 그 존용을 대할 수는 없다. 여기의 미륵삼존은 진자(眞慈)가 예배하던 흥륜사 미륵상과 동일한 상으로 생각된다.

### 삼국 시대 신라의 조각가

#### 양지사
《삼국유사》 3권 〈영묘사장륙조〉(靈妙寺丈六條)에 “선덕왕이 절을 짓고 소상을 만든 인연은 양지법사전에 자세히 실려 있다(善德王創寺塑像因緣 具載良志法師傳)”라 하고, 동 4권 〈양지사석조(良志師釋條)〉에 “중 양지는 조상이나 출신지가 자세하지 않고 다만 그 행정이 선덕왕 때 나타나 있을 뿐이다. － 중략 － 영묘사 장륙삼존, 천왕상, 법당과 탑의 기와, 천왕사 탑 밑의 팔부신장, 법림사 주불삼존, 좌우금강신 등은 모두 그가 만든 것이다. 영묘·법림 두 절의 사액을 쓰고 또 일찍이 작은 전탑을 만들고 아울러 삼천불을 만들어서 탑 속에 안치하였다.”라고 하였다. 이 기록에 의하여 고신라시대 불상 제작자로서 양지사가 있었음을 알 수 있는데, 그는 소조불·와·전의 기술자로서 고신라조기 조각가로 이름을 남긴 굴지의 인물인 듯하다. 그의 소조로는 삼존상·천왕상·팔부신장상·금강신상 따위 여러 가지 불상이 있었음을 알 수 있다. 또 일찍이 삼천불을 조상하였다고 하니 그는 고신라기의 주목되는 조각가였던 듯하다. 소상이 손상을 입기 쉬워 지금 그의 작품은 흔적도 찾을 수 없다.

### 현존 삼국 시대 신라의 불상
현존하는 고신라의 조각에는 석불·동불이 있고 장륙상 같은 거작이 없고 소불(塑佛)은 하나도 남은 것이 없다. 금속제나 소조의 불상이 파손되기 쉬운 데 비해 석조물이 비교적 내구성이 있는 까닭이었으리라고 생각된다. 현존하는 불상은 다음과 같다.

#### 석불

##### 삼화령 미륵삼존상(三花嶺 彌勒三尊像)
7세기 중엽(644)에 만들어진 것으로 추정되는 이 삼존상은 《삼국유사》 3권 〈생의사석미륵조〉에서 조성 사실을 확인할 수 있으며 본존은 높이 5.35척, 양협시(兩協侍)는 각각 3.25척과 3.4척이다. 원래 경주 남산 장창곡(長倉谷) 부근 산상의 퇴락된 석실에 있었던 것을 1925년 산밑의 탑동(塔洞) 민가에 옮겨놨다가 다시 경주 박물관으로 이관한 것이다. 삼존은 모두 단신으로 미소의 동안이나 체구와 의문 등에서 삼국 말기의 특징이 잘 나타나 있다. 더욱이 본존상은 원각상으로는 유일한 의상(倚像)이라는 점에서도 주목된다. 

##### 분황사석탑 인왕상(芬皇寺 石塔 仁王像)
분황사석탑의 건립이 선덕왕 3년(634)이라는 기록에 의하여 이 인왕상(仁王像)은 연대가 확실한 작품으로 주목된다. 사면 감실에 양구씩 8구가 남아 있으나 모두 파손되고 있다. 아직도 당 이전의 양식이 남아 있기는 하나 지체나 의문(衣紋)의 자유로운 표현은 조각수법의 일보 전진을 느낄 수 있다. 

##### 경주 남산 불곡 마애여래좌상(慶州 南山 佛谷 磨崖如來坐像)
제작연대가 6세기말로 추정되는 이 마애불은 석감(石龕)을 파고 그 속에 조각하였다. 머리는 앞으로 약간 숙였고, 두 눈은 거의 감은 듯 명상에 잠긴 모습이다. 두 손은 법의에 가려 보이지 않으나 앞에서 마주잡고 있는 듯하며 특히 법의의 앞자락이 대좌(臺座) 앞으로 흘러 내렸고 의첩(衣褶)을 대칭적으로 나타내어 당 이전의 양식이 뚜렷이 나타나 있다. 보물 제198호이다.

##### 경주박물관 석조여래좌상(慶州博物館 石造如來坐像)
경주시 인왕리에서 이안(移安)한 이 석불은 불신·광배(光背)·대좌를 일석(一石)으로 조성한 조그마한 석불이다. 소발(素髮) 위의 육계는 크고 두꺼운 눈두덩 때문에 눈은 거의 감은 것 같다. 입은 파손되었으나 미소가 뚜렷하고 수인(手印)은 통인(通印)이다. 두 팔에 걸친 두꺼운 법의는 굵은 평행선을 이루면서 두 무릎 사이에서 U자형을 이루었고 하단은 대좌 밑으로 내려와 대칭적인 의첩을 나타내었다. 광배에는 원형두광이 있으나 파손이 심하다. 비록 작은 작품이기는 하나 조각의 각부에서 삼국불(三國佛)의 특징이 뚜렷이 나타나 있다. 

##### 경주 배동 석조여래삼존입상(慶州 拜洞 石造如來三尊立像)
이 삼존입상은 현 위치에서 남산을 향하여 약간 올라간 곳에 따로 따로 떨어져 있던 것을 옮겨 모아 놓은 것으로 원래부터 삼존을 이루었는지는 확실하지 않다. 모두 짧은 체구이며 동안의 미소나 장신구의 표현수법 등은 삼국불의 특징이 잘 나타나 있다. 특히 향좌측 보살상의 어깨에서 흘러내린 영락대(纓珞帶)는 중국 수불의 영향이 뚜렷이 나타나 있다. 모두 단구이면서도 무거운 양감을 나타내고 있다. 보물 제63호이다.

##### 경주 단석산 신선사 마애불상군(慶州 斷石山 神仙寺 磨崖佛像群)
경주 건천읍 우징곡(雨徵谷)에 높이 30미터에 가까운 대석굴이 있고 그 암벽에 높이 8.2미터의 거대한 여래상을 비롯하여 10구의 불상을 조각하였다. 모두 고졸한 조각형식으로 보아 삼국시대 불상임이 분명하다. 다른 암벽에는 〈경주상인암조상명기〉(慶州上人巖造像銘記)라는 400자에 가까운 명문이 조각되어 불상의 조각수법과 아울러 귀중한 작품이다. 국보 제199호이다. 이 조각군이 있는 산은 단석산(斷石山)인데 김유신 장군이 수도하던 곳이므로 이 석굴이 곧 장군이 수도하던 곳으로 추정되기도 한다.

#### 금속불

##### 금동보살입상(金銅菩薩立像)
간송미술관 소장으로 경남 거창 출토라고 전한다. 보물 제285호이다. 복부 밑으로 내려온 원반(原盤)을 중심으로 목에서 내려온 영락대가 교차하여 양측으로 확대되는 형태, 의단이 상징적으로 여러 단 밖으로 확대된 형식, 짧은 목걸이, 삼도(三道)가 없는 목 등 모두 중국불을 모방한 삼국시대 불상의 특징을 잘 나타내고 있다. 다만 안면의 표현이 일반 삼국불의 얼굴 모습과 전혀 다른 점이 주목되고 있다. 

##### 금동미륵보살반가사유상
삼국시대 신라의 금동미륵보살반가사유상에는 금동미륵보살반가사유상 (국보 제78호), 방형 대좌 동제 미륵반가상(方形臺座銅製彌勒半跏像, 보물 제331호), 금동 미륵반가상(金銅彌勒半跏像：慶北 安東出土)이 있다. 이 세 사유상은 삼국시대에 유행을 본 금동미륵보살반가사유상 중 대표작들이다. 국보 제78호 반가상을 제외하고는 모두 20센티미터 내외의 소상들이다. 머리를 숙이고 부안(府眼)하여 명상에 잠겨 있다. 오른손을 들어서 손가락을 가볍게 뺨에 대고 있음은 반가상의 공통된 특징이다. 얼굴은 긴 편이며 목에는 삼도가 없고 짧은 목걸이를 걸고 있다. 대좌를 덮은 의문은 북위불(北魏佛)을 따르고 밑으로 내린 좌족(左足) 밑에는 연화족좌(蓮花足座)가 따로 표현되었다. 
- 금동미륵보살반가사유상 (국보 제78호)은 특이한 보관을 썼고 천의는 무릎 위에서 X자로 교차되었으며 또 하나의 반가상
- 방형 대좌 동제 미륵반가상은 무릎 위의 조그마한 화바늘 중심으로 목에서 시작된 2줄기 영락대(纓珞帶)가 교차되어 밑에서 확대되었고 최하의 방형대좌에는 각면에 이좌식(二座式)의 고식(古式) 상안(象眼)이 투각되었음이 특징이다. 3상 모두 근엄한 가운데 미소를 띠고 있음은 삼국시대 불상의 가장 특징적인 표현이라 할 것이다.

##### 황룡사지 출토 금동보살 두부(黃龍寺址出土金銅菩薩頭部)
두부만이 남아 있으나 삼국기 금속불상으로서는 현존 최고의 걸작이다. 큼직한 육계와 덕수궁미술관 반가상에서와 유사한 삼산관, 그리고 가늘게 뜬 눈이나 조그마한 입가의 미소는 무한한 불성(佛性)을 나타내어 내재한 신비로움을 남김없이 표현하는 데 성공한 걸작이다. 

##### 금동관음보살입상(金銅觀音菩薩立像)
서울 삼양동에서 출토된 금색이 찬란한 보살상이다. 국보 제127호이다. 머리에는 높은 보관을 쓰고 그 정면에는 화불(化佛)이 있다. 목에는 삼도(三道)가 없고 왼손에 정병(淨甁)을 들고 있다. 천의(天衣)는 가볍게 두 팔에 걸쳐 있고 밑에서는 약간 옆으로 퍼져 있다. 출토지가 분명한 중요한 불상이다. 

## 남북국 시대 신라의 조각
남북국 시대에는 석조·동조 및 소조(塑造) 등 각종 불상이 만들어졌는데 이의 변천을 개관해 보면 배리삼존불(拜里三尊佛)이나 경주박물관 삼존불 따위에서 보이던 7세기 중엽의 사등신(四等身)의 속박에서 풀리는 한편, 이에서 시작된 신체 굴곡의 표현이 점점 더 발전해 나가 그것이 8세기 중엽의 석굴암 조각을 고비로 하여 차츰 형식화되고 경화되는 방향으로 흐른다. 특히 석굴암 이후로는 불상의 얼굴에서 인간다운 점이 후퇴하고 틀에 박힌 공식화된 불(佛)의 얼굴이 성행하게 되는 것도 큰 변화라고 하겠다. 또 재료상으로는 석불(石佛)과 동불(銅佛)이 전 시기에 걸쳐 많이 만들어졌으나 동불은 8세기 후반 이후로는 대형은 줄어들고 그 대신 9세기부터 철불(鐵佛)이 만들어지기 시작한다. 석불도 8세기까지는 환조가 많이 만들어졌지만 9세기부터는 기술의 퇴화, 열의의 부족 등으로 만들기 쉬운 마애불(磨崖佛)로 차츰 유행이 바뀌게 되었다. 이들 9세기 이후의 불상들은 얼굴이 우울해지며 굳어지고 있는 것이 눈에 띄고 이것이 고려 이후 불안(佛顔)의 기본형이 된다. 또 주조술상으로 보면 8세기까지는 소위 실납법(失蠟法：lost－wax method, cire perdue)을 써서 속이 비고 세부가 예리하지만 9세기가 되면 편면범(片面範) 또는 음범(陰範)에 그대로 용동(溶銅)을 부어 괴량감(塊量感)이 적은 편평중실상(扁平中實像)을 만들고 의습(衣褶)은 끌로 파서 표현하고 있다.

### 십이지신상(十二支神像)
통일신라의 조각은 이 시대의 무덤이 평지에서 언덕으로 옮겨가면서 분묘에 석인(石人)·석수(石獸) 및 십이지신상을 배열하는 풍조가 일어나게 되었고 이 방면의 조각이 발달하였다. 십이지(十二支)는 방위(方位), 시간 등 우주의 공간적인 한계, 시간적인 한계를 상징하는 신적인 존재라 하겠으며 중국에서는 부장품으로서의 명기(明器), 묘지(墓誌)의 장식 등으로 수형(獸形) 또는 수두인형(獸頭人形)으로 표현하였는데 특히 도교(道敎)가 성행한 당대(唐代)에 유행하였다. 이러한 십이지를 호석(護石)으로 조각하여 분묘를 돌린 것은 순전한 신라인의 창안(創案)이라 할 수 있겠는데 가장 빠른 것이 현재로는 김유신 묘(金庾信墓：673)의 십이지석상이다. 그외에 석인·석수를 동반하고 십이지를 배치한 흥덕왕릉(興德王陵：737), 괘릉(掛陵), 그리고 불국사역 앞에 있는 구정리방형분(九政里方形墳) 등이 십이지의 조각으로 알려지고 있다.

### 사천왕사지 녹유전상(四天王寺址 綠釉塼像)
경주시 남쪽 교외 배반리의 사천왕사지에서 출토한 이 전불(傳佛)은 탑의 벽에 감입하였던 것으로 원래는 평방 약 80cm, 두께 8cm 정도의 전으로 생각되며 지금은 파손되었지만 마귀를 누르고 앉은 사천왕의 모습이 힘차게 나타나 있다. 모든 세부(細部는 당대(唐代)의 사천왕을 모방한 것이 틀림없으나 당의 조각에서와 같은 불균형한 지체(肢體), 어색한 근육 표현이 여기서는 완벽에 가깝도록 발전했으며 뛰어난 각공(刻工)의 솜씨가 엿보인다.

## 참고 문헌
- 이 문서에는 다음커뮤니케이션(현 카카오)에서 GFDL 또는 CC-SA 라이선스로 배포한 글로벌 세계대백과사전의 내용을 기초로 작성된 글이 포함되어 있습니다.